# Beaumont-Pied-de-Bœuf, Sarthe

Beaumont-Pied-de-Bœuf este o comună în departamentul Sarthe, Franța. În 2009 avea o populație de 495 de locuitori.